# ام‌وی مفکور
ام‌وی مفکور (به انگلیسی: MV Mefküre) یک زیردریایی بود که طول آن ۳۵ متر (۱۱۵ فوت) بود. این زیردریایی در سال ۱۹۲۹ ساخته شد.